# BB 27000
 (mai 2019).
Si vous disposez d'ouvrages ou d'articles de référence ou si vous connaissez des sites web de qualité traitant du thème abordé ici, merci de compléter l'article en donnant les références utiles à sa vérifiabilité et en les liant à la section « Notes et références ».
,,
Les BB 27000 sont des locomotives électriques de la SNCF.

## Caractéristiques
Livrées à 180 exemplaires, 140 exemplaires sont affectés aux dépôts de Lens et 40 à celui de Thionville.
Les BB 27000 sont issues de la famille Prima d'Alstom (sous le nom de Prima EL 2U), avec les BB 27300 et BB 37000 et E 37500. Leur introduction a entrainé le retrait de plusieurs types d'anciennes locomotives électriques, telle que les séries CC 6500, CC 7100, BB 8100 et BB 12000.
Ce sont des locomotives à poste de conduite central. La plupart des commandes se font via deux consoles informatique (sélection et montée des pantographes, inverseur, compresseur...) ainsi que les contrôles des paramètres de la locomotive (niveau d'air du frein, de la conduite principale, des cylindres de frein, de la tension ligne, etc.).
Elle est équipée d'un enregistreur d'événements de conduite de type ATESS (la boite noire). Deux rétroviseurs extérieurs permettent de surveiller le train en marche.
Elles sont bicourant (1,5 kV continu et 25 kV 50 Hz) et appartiennent toutes à l'activité Fret (les BB 27300, dérivées des BB 27000, étaient affectées à l'activité Transilien). Elles fonctionnent avec une motorisation asynchrone (4 moteurs asynchrones 6 FRA 4567 à cage d'écureuil et ventilation forcée).
Les moteurs, suspendus par le nez, reposent sur l’essieu de la locomotive via un canon-box. Cette disposition convient parfaitement pour des vitesses jusqu’à 140 km/h. Les transformateurs qui servent à modifier le courant pour les moteurs de traction ont été fabriqués par l'ex-usine de transformateurs de Saint-Ouen-sur-Seine. Ces transformateurs ont été fabriqués sous une commande Alstom.
Deux pantographes se chargent de capter le courant à la caténaire :
- Un pantographe monophasé (SX 001 BU) pour le captage du 25 kV 50 Hz ;
- Un pantographe continu (SX 002 BB) pour le captage du 1,5 kV continu.

64 BB 27000 sont aptes à circuler sous caténaire midi. Elles sont reconnaissables par la présence d'un archet 1,5 kV plus large ainsi que par un marquage "M" à la suite de leur numéro d'identification.

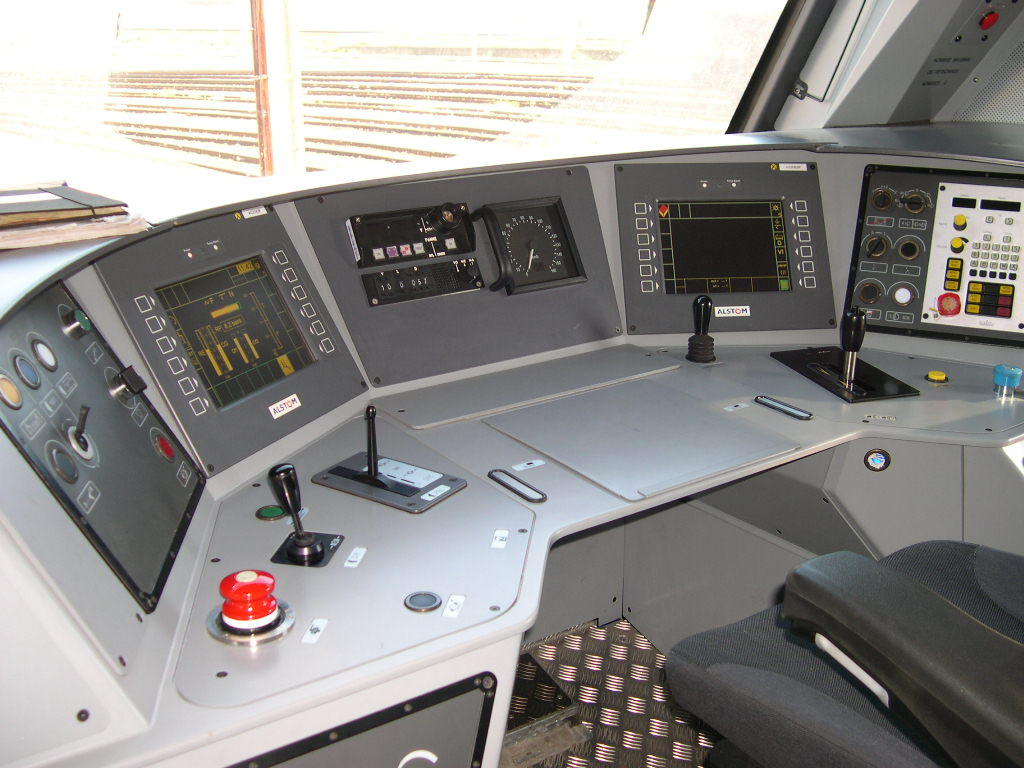
Pupitre.
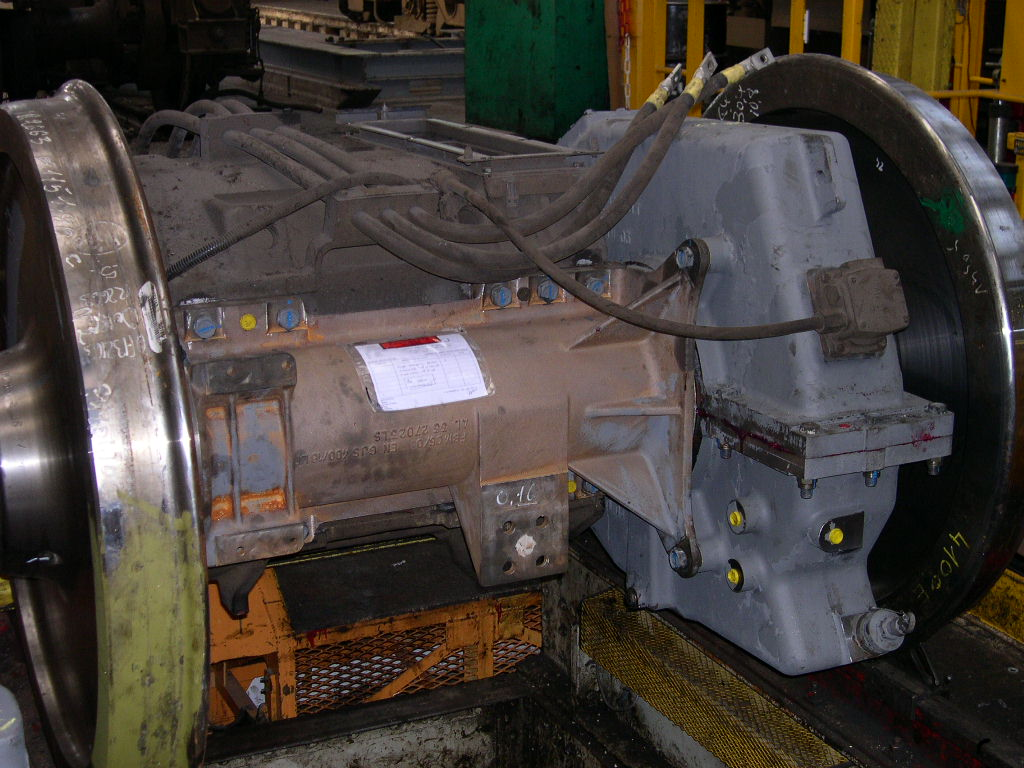
Moteur asynchrone 6 FRA 4567.
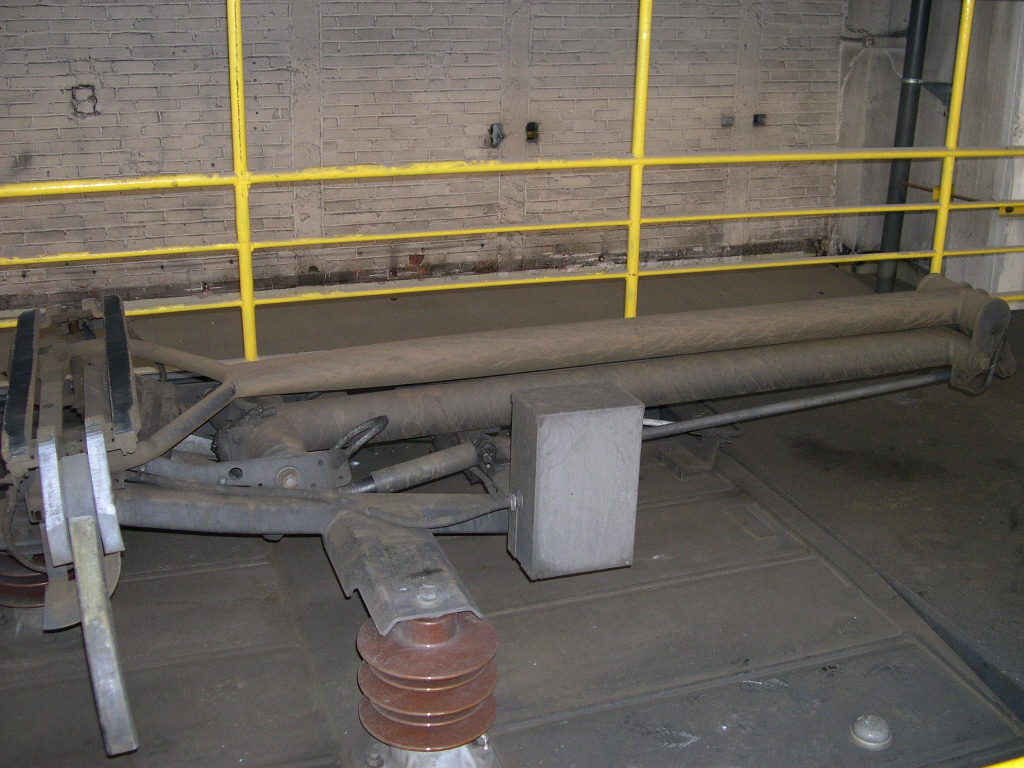
Pantographe SX 001 BU.

Au mois d'août 2025, la SNCF met en vente dix locomotives, les BB 27027, 27029, 27030, 27053, 27064, 27066, 27067, 27069, 27074 et 27079 sur le site Autoline/AgoraStore,.

## Machines Akiem
En raison de l'effondrement de l'activité Fret à la SNCF, certaines machines ont été repeintes en livrée grise et sont louées par Akiem (filiale SNCF) à d'autres opérateurs concurrents de FRET SNCF.

## Parc
| STF | Désignation                      | Ville                                        | Nombre de machines |
| --- | -------------------------------- | -------------------------------------------- | ------------------ |
| SFT | STF Masteris/STF Tiers           | Strasbourg - Villeneuve-Saint-Georges - Lens | 69 machines        |
| SLE | STF Locomotives électriques Fret | Lille (Lens) - Dijon                         | 110 machines       |

## Modélisme
Les BB 27000 ont été produites en H0 par la marque Mehano en 2006 sous deux versions : la version modéliste complètement détaillée, et la version simplifiée pour coffret de départ.
Elles sont ensuite produites par Os.Kar / Distrimodel en 2023, qui prévoit de les sortir dans plusieurs livrées. Les 27000 existent aussi en N et sont commercialisées par Rocky Rail  en 2014.

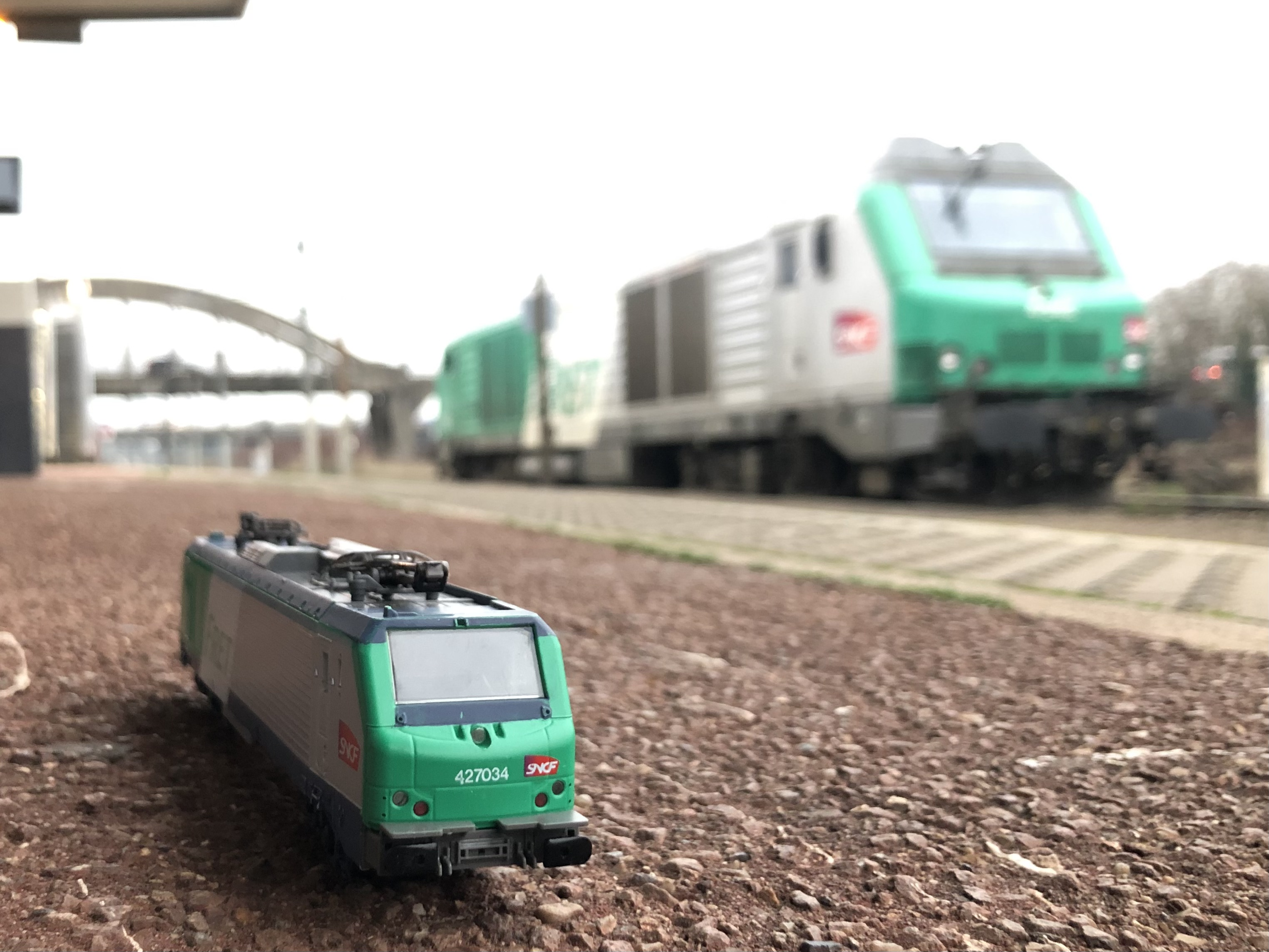
BB 27000 Mehano et BB 75000

## Livrée
Les BB27000 ont reçu plusieurs livrées pour plusieurs exploitants comme :
- Fret SNCF pour les BB27001 à BB27110
- RegioRail pour 6 unités
- VFLI pour 12 unités
- ECR pour la BB27159
- Lineas pour 6 locomotives
- Akiem pour 45 d’entre elles

Les BB27084 et BB27085 ont reçu des variations de la livrée Fret, l’une avec les mentions « Plus de Fret Ferroviaire pour notre planète » et l’autre à l’occasion de tests effectué pour une locomotive autonome sur cette machine.

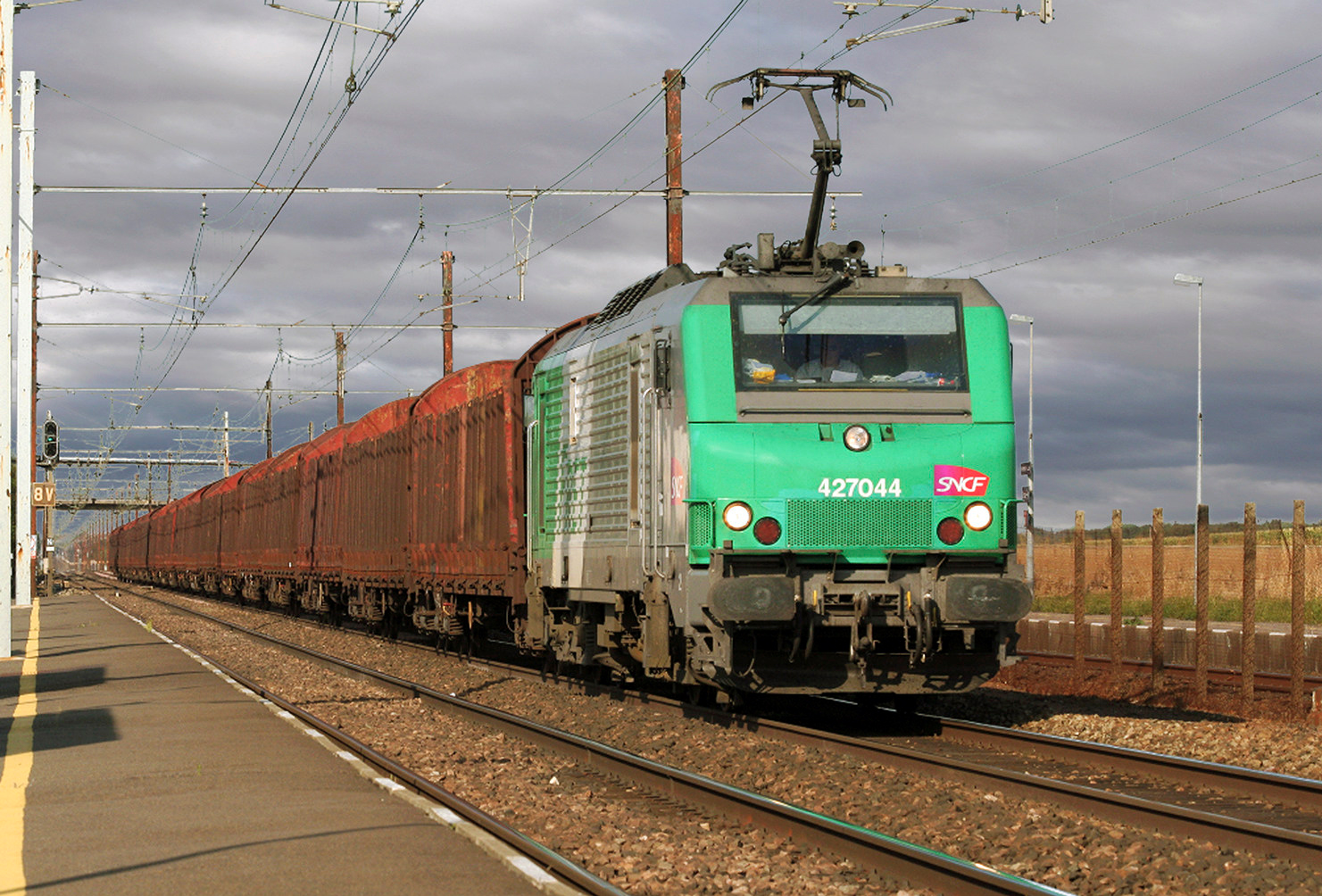
BB 27044 tirant des wagons de grumes vides passe en gare de Monnerville.
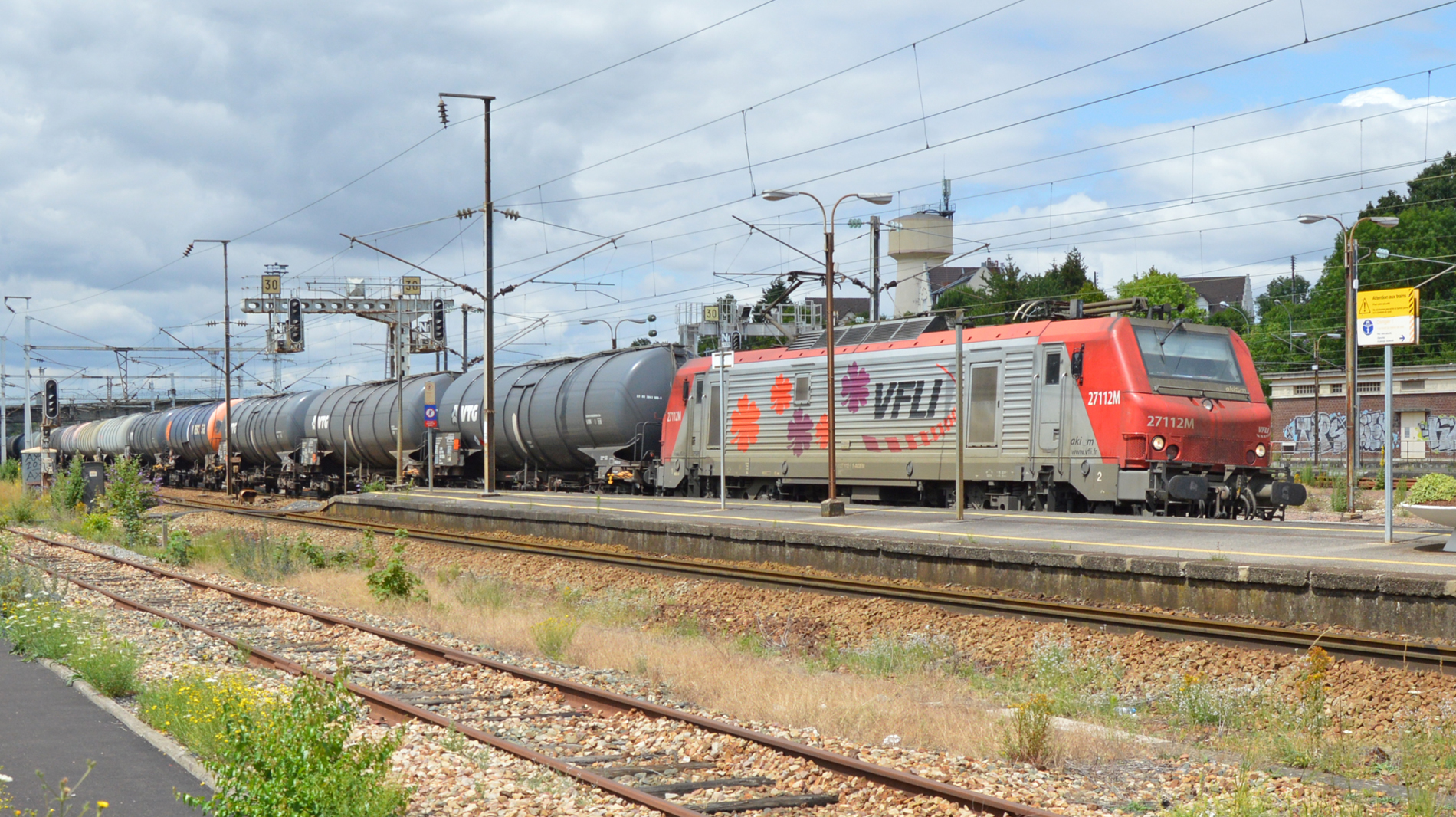
BB 27112M VFLI à Longueau.
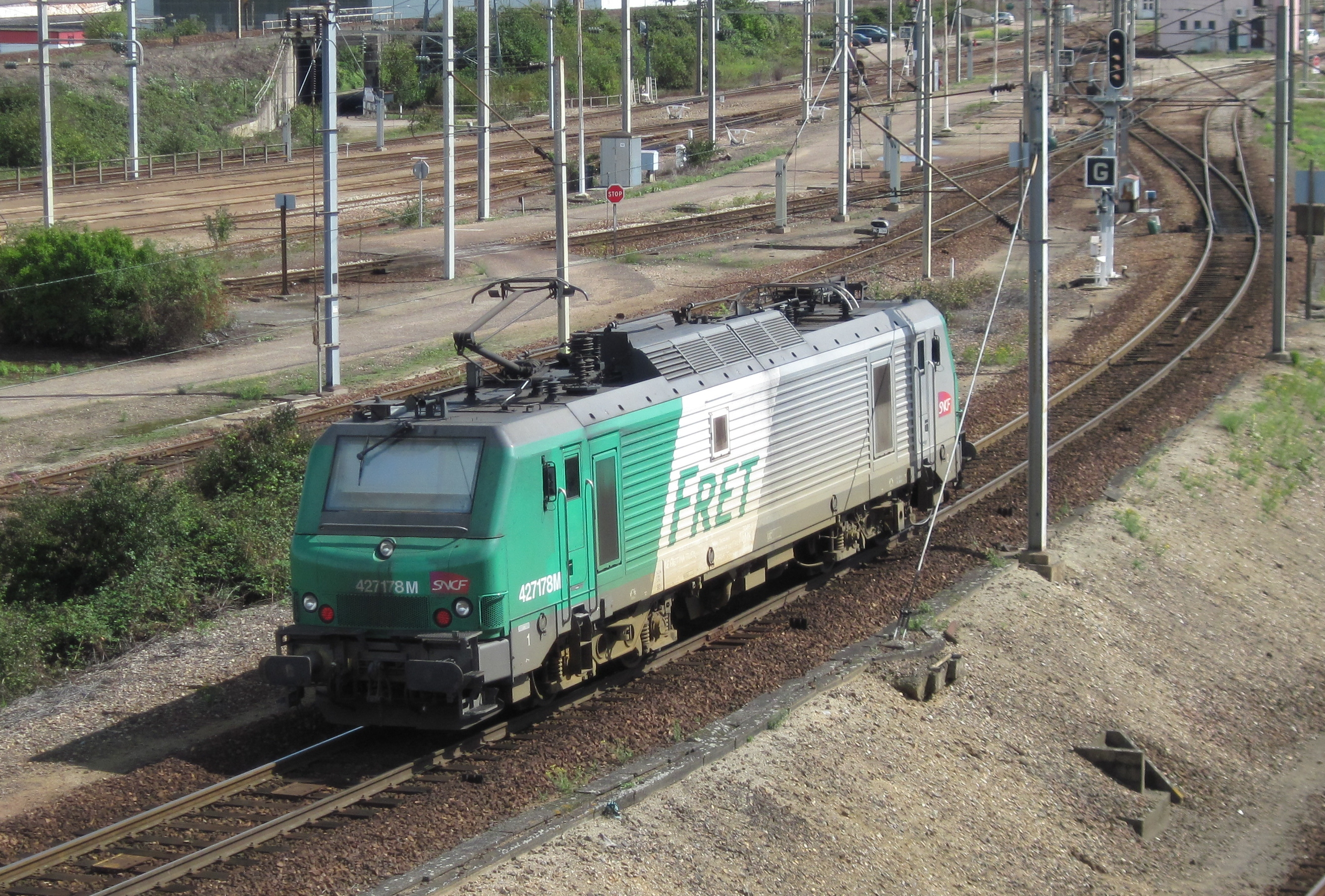
BB 27178 M à Sotteville (avec pantographe adapté à la caténaire Midi).
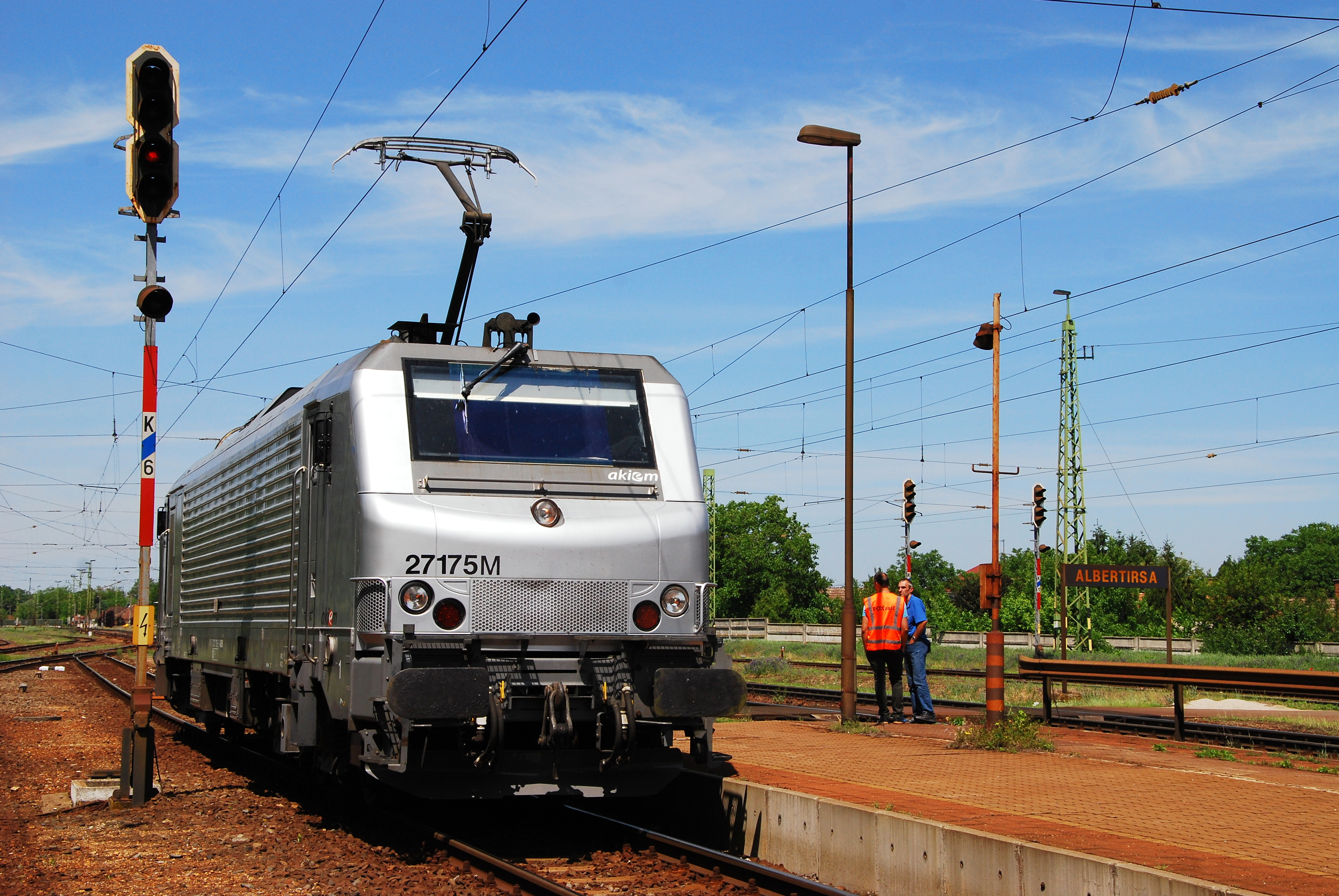
BB 27175 en livrée grise Akiem en test à Albertirsa.
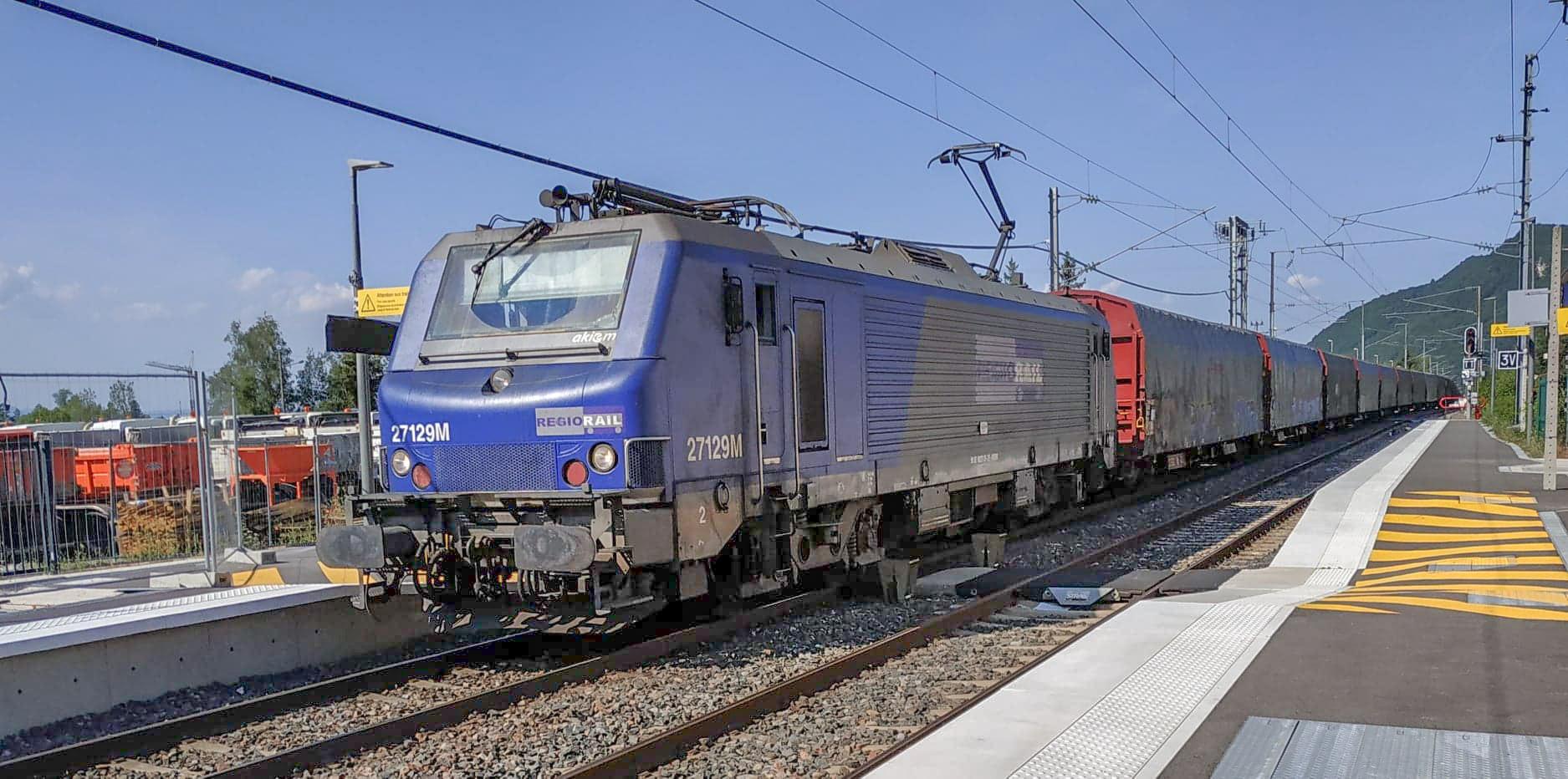
BB 27129 en gare de Perrignier.
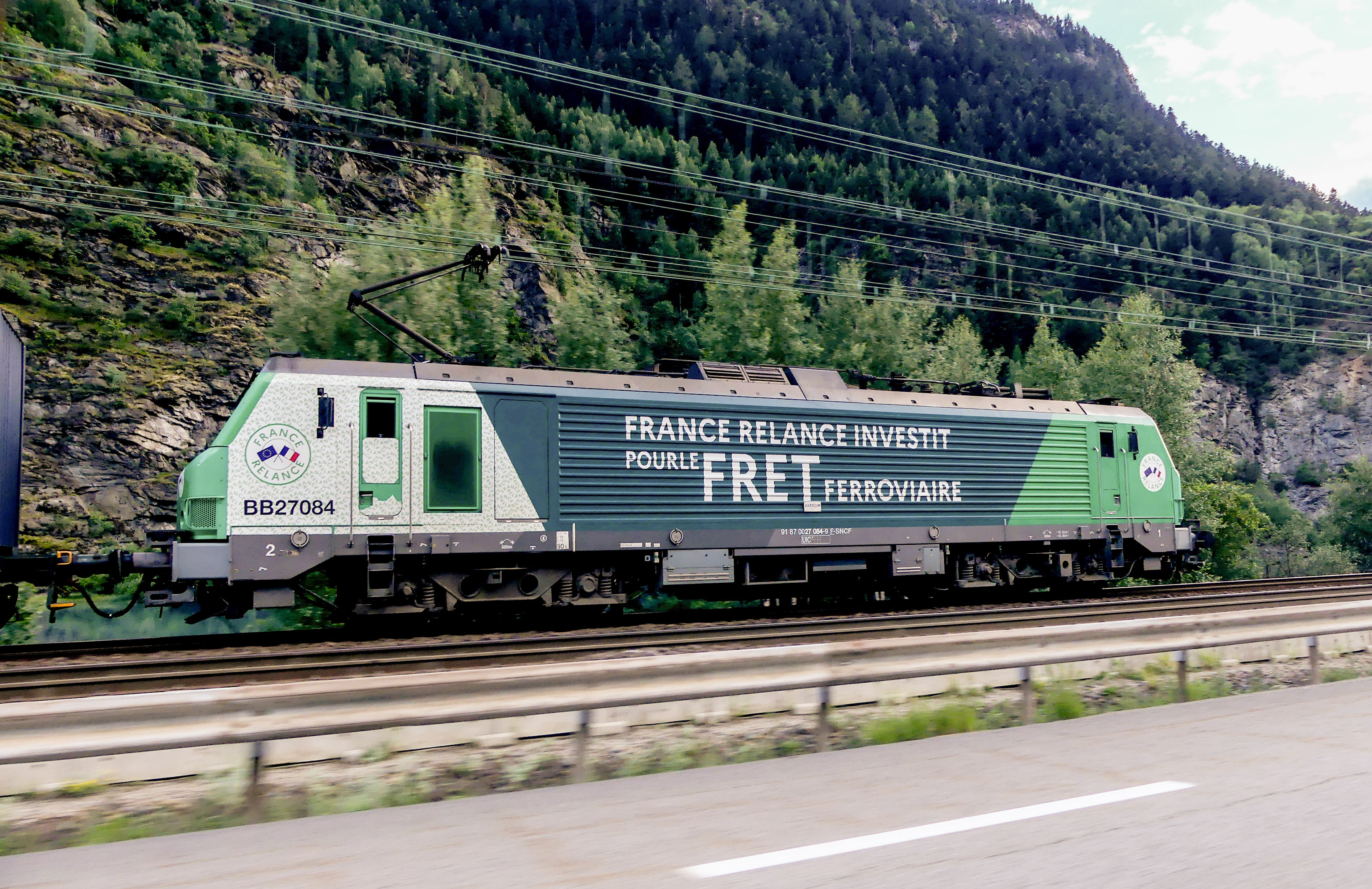
BB 27084 « France Relance » en Maurienne.